# Oreochromis variabilis
Oreochromis variabilis är en fiskart som först beskrevs av Boulenger, 1906.  Oreochromis variabilis ingår i släktet Oreochromis och familjen Cichlidae. Inga underarter finns listade i Catalogue of Life.
Denna fisk förekommer i Victoriasjön och i angränsande vattendrag i Kenya, Uganda och Tanzania samt i små insjöar i samma region. Den registrerades även i Nyumba ya Mungu vattenmagasin i nordöstra Tanzania. Sedan 1990-talet registreras inga exemplar i Victoriasjöns södra del. Fisken vistas främst i områden med näckrosväxter, där den når ett djup av 10 meter. Ibland dyker den till 40 meters djup. Som ungdjur äter arten främst små alger som simmar fritt i vattnet samt några hoppkräftor. Vuxna exemplar föredrar alger som finns på klippor och större växter. Efter äggläggningen bevakas äggen vanligen av hannen. Oreochromis variabilis blir upp till 246 mm lång.
Beståndet hotas främst av överfiske. Den introducerade Oreochromis niloticus är en konkurrent om samma föda. Flera exemplar jagas av den införda nilabborren. Den kvarvarande populationen finns främst i små sjöar. IUCN kategoriserar arten globalt som akut hotad.